# Coptobasis arctalis
Coptobasis arctalis är en fjärilsart som beskrevs av Achille Guenée 1854. Coptobasis arctalis ingår i släktet Coptobasis och familjen Crambidae. Inga underarter finns listade i Catalogue of Life.